# 콜롬비아의 세계유산

콜롬비아의 세계유산은 유네스코에서 지정한 콜롬비아의 세계유산을 일컫는다. 콜롬비아는 6건의 문화유산과 2건의 자연유산, 1건의 복합유산을 보유하고 있다.

## 목록

### 문화유산
| No. | 사진 | 등록명                                 | 소재지                                          | 등록년도 | 등록기준          | 유네스코 지정번호 | 비고            |
| 1   |      | 카르타헤나의 항구, 요새, 역사 기념물군 | 볼리바르주                                      | 1984년   | (ⅲ)               | 285               |                 |
| 2   |      | 산타크루스 데 몸폭스 역사 지구         | 볼리바르주                                      | 1995년   | (ⅳ), (ⅴ)          | 742               |                 |
| 3   |      | 티에라덴트로 국립 고고 공원            | 카우카주                                        | 1995년   | (ⅲ)               | 743               |                 |
| 4   |      | 산 아구스틴 고고 공원                  | 우일라주                                        | 1995년   | (ⅲ)               | 744               |                 |
| 5   |      | 콜롬비아 커피 문화경관                 | 칼다스주 리사랄다주 킨디오주 바예델카우카주     | 2011년   | (ⅴ), (ⅵ)          | 1121              |                 |
| 6   |      | 카팍냔 - 안데스의 도로체계             | 콜롬비아 볼리비아 아르헨티나 에콰도르 칠레 페루 | 2014년   | (ⅰ), (ⅲ) (ⅳ), (ⅵ) | 1459              | 6개국 공동 등재 |

### 자연유산
| No. | 사진 | 등록명                  | 소재지              | 등록년도 | 등록기준 | 유네스코 지정번호 | 비고 |
| 1   |      | 로스 카티오스 국립공원  | 안티오키아주 초코주 | 1994년   | (ⅸ), (ⅹ) | 711               |      |
| 2   |      | 말펠로 동식물 보호 구역 | 바예델카우카주      | 2006년   | (ⅶ), (ⅸ) | 1216              |      |

### 복합유산
| No. | 사진 | 등록명                                | 소재지              | 등록년도 | 등록기준      | 유네스코 지정번호 | 비고 |
| 1   |      | 치리비케테 국립공원 - 재규어의 말로카 | 카케타주 과비아레주 | 2018년   | (ⅲ), (ⅳ), (ⅹ) | 1174              |      |